# Talal Mansour
Talal Mansour Al-Rahim (arabiska: طلال منصور), född 8 maj 1964, är en tidigare qatarisk friidrottare specialiserad på de korta sprintsträckorna. Mansour innehar (september 2008) det asiatiska inomhusrekordet på 60 meter med 6,51 sekunder. På meritlista har han flera guldmedaljer från asiatiska mästerskap och asiatiska spel. I globala sammanhang är hans främsta placeringar en bronsplats vid inomhus-VM i Toronto 1993 och en sjätteplats vid världscupen i Havanna 1992.

## Personliga rekord
| Gren       | Tid   | Plats     | Datum           |
| ---------- | ----- | --------- | --------------- |
| 100 meter  | 10,14 | Budapest  | 18 juni 1992    |
| 200 meter  | 20,41 | Hiroshima | 15 oktober 1994 |
| 60 m. inne | 6,51  | Karlsruhe | 6 mars 1993     |